# Robert M. Parker, Jr.
Robert McDowell Parker, Jr (nascut a Baltimore, Maryland, el 23 de juliol de 1947) és un crític de vi estatunidenc. És considerat un dels crítics de vi més influents del món, tant pel que fa al preu que assoleixen els vins segons com els valori, com respecte a la influència que té en la producció de vi. Fins i tot es considera que hi ha alguns productors que "parkeritzen" el seu vi, és a dir, l'adapten al que creuen el gust d'aquest crític amb la finalitat d'obtenir una alta puntuació.

## Biografia
Es va graduar per la Universitat de Maryland, en Història i Història de l'Art. Va continuar estudiant a la Universitat de Maryland, Baltimore, graduant-se el 1973 amb un títol en dret (Juris Doctor). Durant més de deu anys va treballar com a advocat per a l'entitat financera Farm Credit Banks de Baltimore. El 1975, va començar a escriure una guia sobre vins, amb la pretensió de ser advocat del consumidor, lliure dels conflictes d'interès que podien afectar les opinions de crítics de vi que es guanyaven la vida venent vins. Tres anys més tard, el 1978, va començar a publicar The Baltimore-Washington Wine Advocate, que es convertiria en The Wine Advocate el 1979. El primer exemplar es va remetre gratuïtament a la llista de correus que Parker va adquirir de diversos venedors de vi. Pel seu segon exemplar, l'agost de 1978, la revista tenia 600 subscriptors. Parker es va donar a conèixer internacionalment quan va considerar supèrbia la collita de Bordeus de 1982, a diferència de la resta dels crítics. Va deixar la feina d'advocat el 1984 per dedicar-se en exclusiva a escriure sobre vi.
Escriu crítiques i notes de tast en la seva publicació The Wine Advocate, que es publica sis vegades a l'any a Parkton, Maryland. Se'l considera especialitzat en el vi de Bordeus. Té un sistema de crítica basat en 100 punts, que va dissenyar juntament amb el seu amic Victor Morgenröthe. Classifica el vi en una escala de 50 a 100 punts, en atenció al color i l'aparença, aroma i buquet, sabor i acabat i un potencial o nivell de qualitat global. Per tant, són possibles 51 puntuacions diferents, i no 100.

## Publicacions
- 1985 - Bordeaux
- 1987 - Parker's Wine Buyer's Guide
- 1987 - The Wines of the Rhône Valley and Provence
- 1990 - Burgundy
- 1997 - The Wines of the Rhone Valley
- 2005 - The World's Greatest Wine Estates, traduït al castellà com Los mejores viñedos y bodegas del mundo, 1ª ed., 11/2006, RBA LIBROS, S.A. ISBN 84-7871-795-1